# A Escrava Que Não É Isaura
A Escrava que não é Isaura (1922-1924) é um texto do escritor brasileiro Mario de Andrade. Uma espécie de manifesto que em sua globalidade é um texto "mais sério" do que o Prefácio Interessantíssimo. Aproxima-se mais de um ensaio. Tem por subtítulo "discurso sobre algumas tendências da poesia Moderna". Constitui-se por uma parábola, primeira parte, segunda parte e posfácio. O texto é dedicado ao seu amigo Oswald de Andrade.
A intertextualidade explícita da Escrava com outros autores é maior.

## Parábola
No entanto, começa na parábola de uma maneira extremamente parodística em relação ao genesis bíblico. Mário de Andrade diz "Gosto de falar por parábolas como Cristo". O primeiro homem, depois da criação de Eva, plagia Deus tirando da língua (órgão da fala) uma mulher. Essa mulher nua ficou no cimo de um monte. Adão envergonhou-se da nudez e colocou-lhe uma parra. Depois passou Caim e cobriu-a com um “velocino alvíssimo”. Depois as gerações continuaram a subterrá-la de vestes e adereços. Um dia passou um vagabundo, Rimbaud, e ao dar um chute no monte este desmoronou-se. E surgiu em toda o seu esplendor a Poesia na sua nudez. E é essa mulher "escandalosamente nua" que os poetas modernos se puseram a adorar.

## Primeira parte
Na primeira parte desse texto, o poeta Mário de Andrade enuncia algumas fórmulas e receitas para a poesia. O que não deixa de ser irónico porque ele está contra o formalismo dos parnasianos. Por exemplo: “Necessidade de expressão+necessidade de comunicação+necessidade de ação+ necessidade de prazer = Belas Artes”. Repare-se que uma fórmula é tipicamente o mais oposto que há da Poesia, ao colocar-se a Poesia dentro de fórmula matemática está a ser tipicamente vanguardista, na busca de efeitos surpreendentes. Por isso acrescenta mais uma fórmula "Lirismo Puro + Crítica + Palavra=Poesia". Mário de Andrade apresenta uma receita e fala de como juntar os ingredientes.
Em seguida discute o problema do belo e postula que a "beleza é uma consequência".  Retomando a parábola explica que o adorno da poesia não é mais do que roupagem frívola que esconde a essência da Poesia.
Defende uma arte que parte do subconsciente e que cabe ao leitor tentar ir de encontro a esse subconsciente, a essa mensagem que pode não ser muito acessível. Aqui a sua posição é a de que o escritor não deve se preocupar com o leitor, que este é que deve tentar chegar ao texto por esforço próprio. Duas consequências são retiradas: uma é a de que deixa de haver assuntos poéticos por excelência e que estes têm de brotar espontaneamente no Subconsciente. O outro é que o Poeta deve estar na vida do seu tempo (ser moderno, portanto) e que é a renovação da “fúria”.

## Segunda parte
Na segunda parte, Mário de Andrade mostra como deve ser feita a nova poesia:
Tecnicamente: Verso Livre, rima livre, vitória do dicionário. 
Esteticamente: Substituição da ordem intelectual pela ordem subconsciente, rapidez e síntese, polifonismo.”
Mas a nova Poesia partindo do Subconsciente tem que se aliar a um "máximo de crítica". Para Mário de Andrade a inspiração provém do Subconsciente. Mas a inspiração descontrolada não leva à criação mas a um lirismo acéfalo. Por isso para que a poesia seja criação tem que o subconsciente ser vigiado, corrigido, pelo esforço da atenção. No fundo é como se a poesia tivesse como matéria prima o subconsciente, este tem erupções e depois dessas erupções é preciso trabalhar a matéria que foi expelida.
Para Mário de Andrade, o poeta é o intérprete do "eu", aquele que escreve em línguas conhecidas o eu profundo.
Defende ainda que é típico dos poetas modernistas escreverem poemas curtos, que isso não se deve a uma falta de inspiração ou menor talento mas sim a uma necessidade de "rapidez sintética" devida à vida moderna. Nessa rapidez e poemas curtos se exprimem qualidades como "resumo, essência, substrato". Mário de Andrade defende uma arte da síntese e da abstração.
Importante ainda é a ideia de simultaneidade e polifonismo. O polifonismo é aquilo que estava a acontecer nas várias vanguardas, para Andrade é o mesmo que os vários ismos das outras literaturas mas com outro nome. Polifonismo é "a teorização de certos processos empregados quotidianamente por alguns poetas modernistas".
Na vida moderna, a sensação complexa é a simultaneidade de sensações (esta ideia é típica no modernismo mundial).
Denominei esse aspecto da literatura modernista: Polifonia Poética.  
razões: 
"Simultaneidade é a coexistência de coisas e fatos num momento dado
Polifonia é a união artística simultânea de duas ou mais melodias cujos efeitos passageiros e de embates de sons concorrem para um efeito total final."

## Prefácio
A Escrava que não é Isaura (que é a poesia, por isso não é a Isaura) foi escrito em 1922 em pleno auge da euforia do modernismo brasileiro. Foi publicado em 1924 e Mário de Andrade tem um comentário autocrítico de desencanto e de cepticismo. Apresenta-se como uma pessoa que tomou posições de revolta mas que não pretende "ser revoltado toda a vida"."Estou cético e cínico. cansei-me de ideias terrestres."E acerca de certos cultores de poesia, que eram o alvo preferencial dos seus ataques acaba por reconsiderar:"(...) cá muito em segredo, rapazes, acho que um poeta parnasiano e um modernista todos nos equiparamos". O que de certa forma é um esfriamento, em relação ao projecto modernista. Esta atitude aconteceu muito nas vanguardas, depois de um momento breve de afirmação histriónica se cair num certo abatimento, num relativismo e melancolia existenciais.